# Зевенберген
Зевенберген — нідерландське місто, що є частиною громади Мурдейк.
Місто розташоване на північному заході провінції Північний Брабант, біля міста Бреда. Населення близько 14 тисяч чоловік. Відоме тим, що сюди 1 жовтня 1864 щоб навчатись у початковій школі-інтернаті Йана Провілі приїхав живописець Вінсент Ван Гог.